# Karl Albert Scherner
Karl Albert Scherner (* 25. Juli 1825 in Deutsch-Krawarn bei Ratibor; † 6. Juni 1889 in Breslau) war ein deutscher Philosoph und Psychologe.

## Leben
Karl Albert Scherner wurde 1825 als Sohn des Gerichts-Aktuars Albrecht Scherner und der Josephine Preuß bei Ratibor in Schlesien geboren. Er hatte einen Bruder, der zu seinen Lebzeiten früh verstarb, und eine Schwester, als jüngste der Geschwister. Nach dem Besuch der Landschule in Krawarn wechselte Karl Albert auf das Gymnasium in Ratibor. In Breslau studierte er katholische Theologie und Philosophie seit Mai 1846. Hochschullehrer Scherners waren der katholische Theologe Peter Joseph Elvenich, der Philosoph Christian Julius Braniß (1792–1878), der Ästhetiker und Literarhistoriker Karl August Timotheus Kahlert sowie der katholische Dogmatiker und Domherr Johann Baptist Baltzer. Die philosophische Ausbildung stand somit im Zeichen des Reformkatholizismus, wie er von Georg Hermes und Anton Günther geprägt wurde. Dieser knüpfte an die moderne Philosophie von Immanuel Kant, Johann Gottlieb Fichte und Friedrich Wilhelm Schelling an. 1850 schloss Scherner sein Studium mit einer preisgekrönten Dissertation ab. In ihr verglich er die Definition des Schönen durch Platon mit der Definition Gottes. 1858 habilitierte sich Scherner in Breslau – nach einer längeren Nervenkrankheit und dem Tod seines Vaters – mit einer lateinischen Dissertation über die Unterscheidung von Geist und Materie und ihrer natürlichen Verbindung im Menschen.
Einem Brief, den Scherner am 31. Mai 1877 an die Redaktion der Schlesischen Zeitung gerichtet hatte, ist zu entnehmen, dass er sich inzwischen verheiratet hatte.

## Leistungen

Titelblatt des Werks Das Leben des Traums.

Scherner hielt als Privatdozent über 13 Jahre hindurch regelmäßig Vorlesungen über allgemeine Psychologie sowie über spezielle Themen wie über den Traum, über die Psychologie der Frau und der großen Männer wie Friedrich der Große und Joachim Nettelbeck, über literarische Charaktere wie King Lear und Hamlet, über Magnetismus und die Tierseele sowie über die Psychologie der Sprichwörter. Nettelbeck hatte während der napoleonischen Kriege viel Bürgersinn und Zivilcourage bewiesen. – Im Sommer 1872 scheint Scherner seine Lehrtätigkeit aufgegeben zu haben, offenbar da keine Berufung an ihn erging und sowohl der pekuniäre als auch der akademische Erfolg für ihn zu sehr auf sich warten ließen. Diese Annahme scheint auch dadurch bestätigt zu werden, dass er seine letzte einmal wöchentlich gehaltene Lehrveranstaltung im Winter 1871 just in dem Moment gab, als der nach Breslau berufene Wilhelm Dilthey eine dreistündige Vorlesung über Anthropologie und Psychologie sowie eine einstündige über Spinoza und dessen Einfluss auf Goethe mit Erfolg anbot. Auch das Schriftenverzeichnis von Scherner bestätigt diese Vermutung. Nach der Monographie im Jahre 1861 über das Leben des Traums, das als „Erstes Buch“ angekündigt wurde, erschienen erst 1875 und 1876 zwei geographische Bücher (Tatra-Führer). Erst 1879 erscheint ein weiteres Werk psychologischen Inhalts unter dem Titel: Daß die Seele ist: Neue Forschungen und Entdeckungen in Briefen, offenbar bedingt durch die Neuentdeckung und die verstärkte Rezeption durch Johannes Volkelt und Robert Vischer. Die Veröffentlichungen Scherners über den Traum gelten noch heute als die führenden Publikationen über dieses Thema in seiner Zeit, neben denen von Ludwig von Strümpell oder Wilhelm Wundt. Sigmund Freud hat sich in seiner Traumdeutung auf Scherner bezogen. Allerdings vertrat Scherner – ähnlich wie Wundt und von Strümpel – bevorzugt naturwissenschaftlich bzw. somatisch begründbare Theorien und nicht – in gleichem Maße wie Freud es versuchte – außerdem auch spezifisch psychologische, bei denen seelischen Bedingungen eine eigene Art von Gesetzmäßigkeit zukam, vgl. auch Traumdeutung auf der Objektstufe. Scherners Hypothesen muten heute manchmal recht skurril an, was sich etwa am Beispiel seiner somatischen Symbolbildungen belegen lässt, vgl. auch → Latenter Trauminhalt.

## Werke
(Auszug)
- Leben des Traums. 1861.
- Entdeckungen auf dem Gebiete der Seele. Erstes Buch: Das Leben des Traums. Heinrich Schindler-Verlag, Berlin 1861.
- Daß die Seele ist: Neue Forschungen und Entdeckungen in Briefen. 1879